# 2 Lupi
2 Lupi (2 Lup / f Lupi / HD 135758) es una estrella de la constelación de Lupus, el lobo. Situada al norte de la constelación, prácticamente en el límite con Libra, tiene magnitud aparente +4,96. Se encuentra a 326 años luz de distancia del sistema solar.
2 Lupi es una gigante de tipo espectral G9IIIaFe1 o K0III.
Su diámetro angular, una vez corregido por el oscurecimiento de limbo, es de 1,91 milisegundos de arco; ello permite evaluar su diámetro, siendo éste 21 veces más grande que el del Sol.
Su temperatura efectiva es de 4480 K y brilla con una luminosidad 264 veces mayor que la luminosidad solar. 
Sus características físicas son muy similares a las de otras gigantes anaranjadas más conocidas como Algieba A (γ Leonis) o Baten Kaitos (ζ Ceti). Se piensa que puede ser una estrella variable, habiendo recibido la denominación provisional, en cuanto a variable, de ZI 1111 y NSV 7012.
2 Lupi es miembro del grupo Centaurus Superior-Lupus, que a su vez forma parte de la gran asociación estelar Scorpius-Centaurus. Muchas de las estrellas más brillantes de la constelación, entre ellas α Lupi y β Lupi, también pertenecen al mismo grupo.